# 烏拉圭立法宮

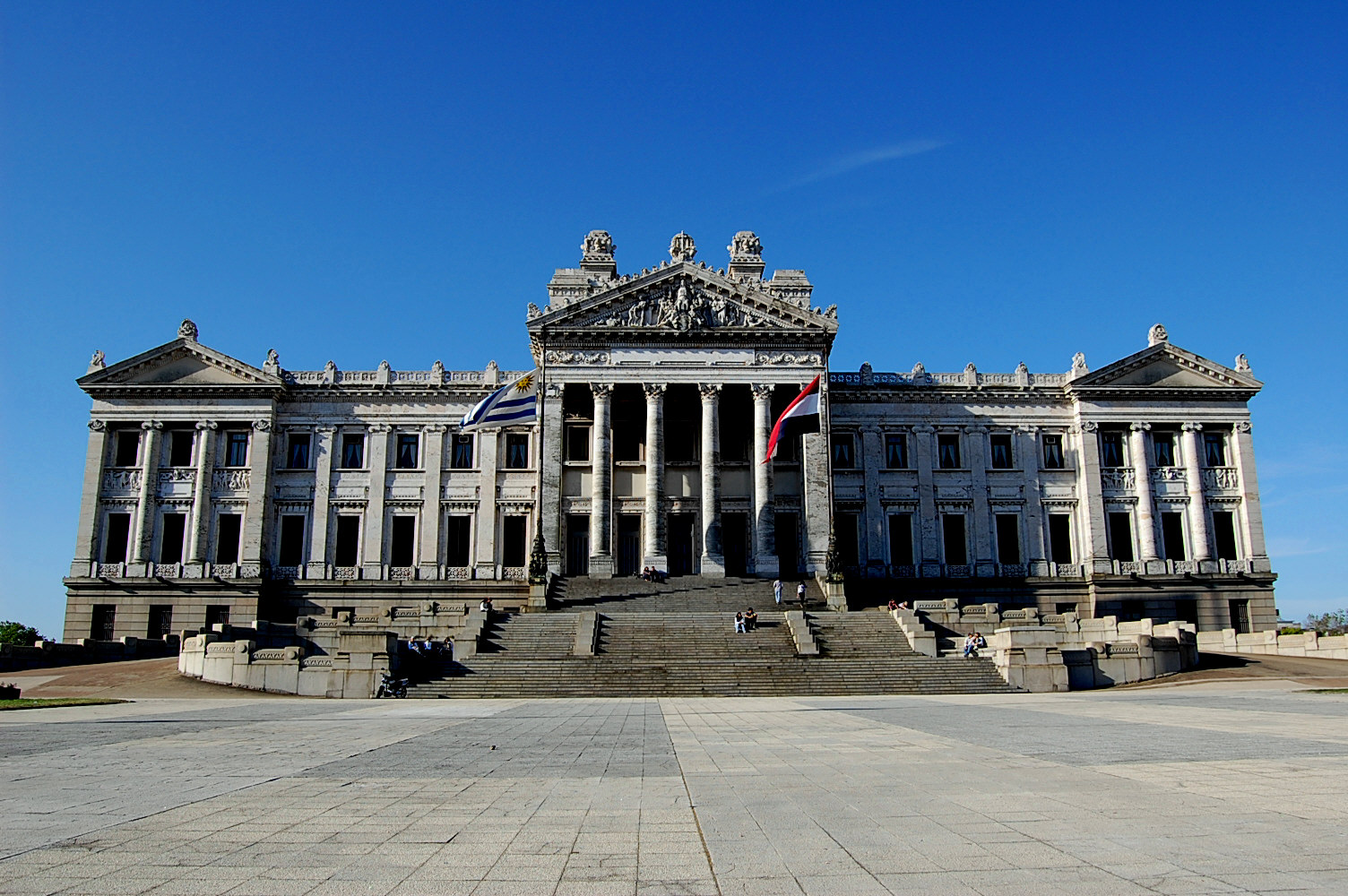

烏拉圭立法宮（西班牙語：Palacio Legislativo del Uruguay）是烏拉圭國會的辦公地點，位於烏拉圭首都蒙得维的亚。這座建築修建於1904年至1925年。外觀上希臘-羅馬折中式風格。 

## 外部連結
- Official site

34°53′28″S 56°11′14″W / 34.89107°S 56.18726°W